# Cyperus cyperoides
Cyperus cyperoides är en halvgräsart som först beskrevs av Carl von Linné, och fick sitt nu gällande namn av Carl Ernst Otto Kuntze. Cyperus cyperoides ingår i släktet papyrusar, och familjen halvgräs. IUCN kategoriserar arten globalt som livskraftig.

## Underarter
Arten delas in i följande underarter:
- C. c. cyperoides
- C. c. pseudoflavus

## Bildgalleri

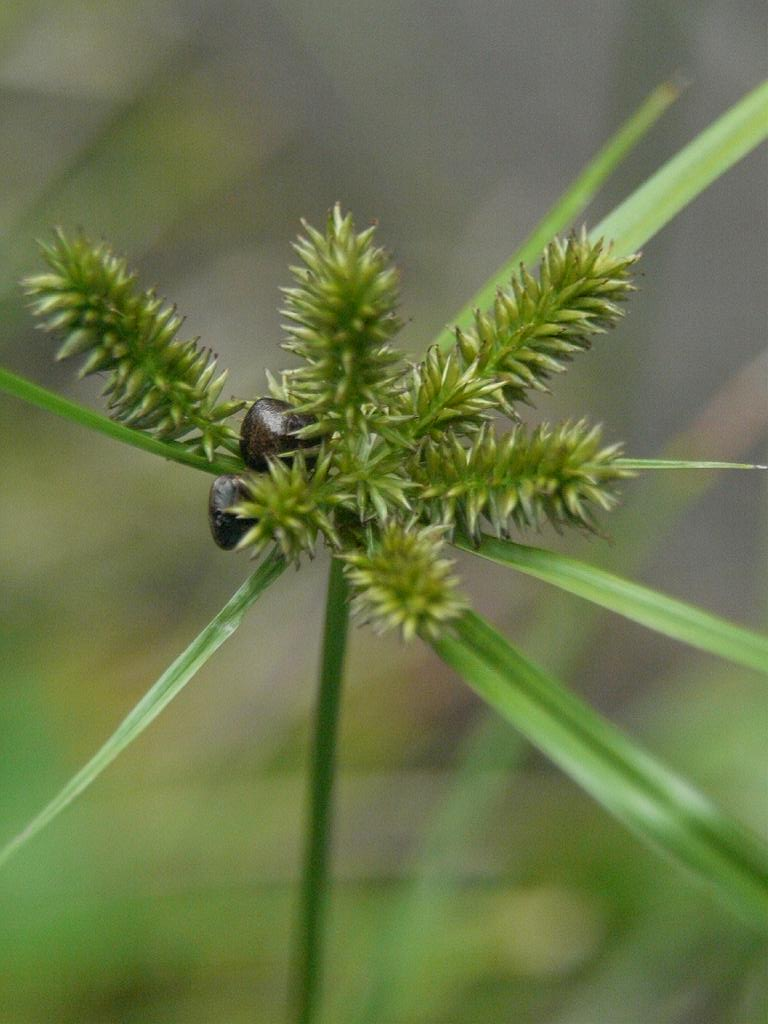